# 心叶螺序草
心叶螺序草（学名：Spiradiclis cordata），为茜草科螺序草属下的一个种。种名cordata意为心形的。